# Hyophorbe indica
Hyophorbe indica, con el nombre común de "palmiste poison" o "palmier bâtard", es una especie de palmera, endémica de la isla  Reunión donde se encuentra en  los bosques húmedos primarios entre los 175 y 600 metros. Está tratada en peligro de extinción por la pérdida de hábitat.

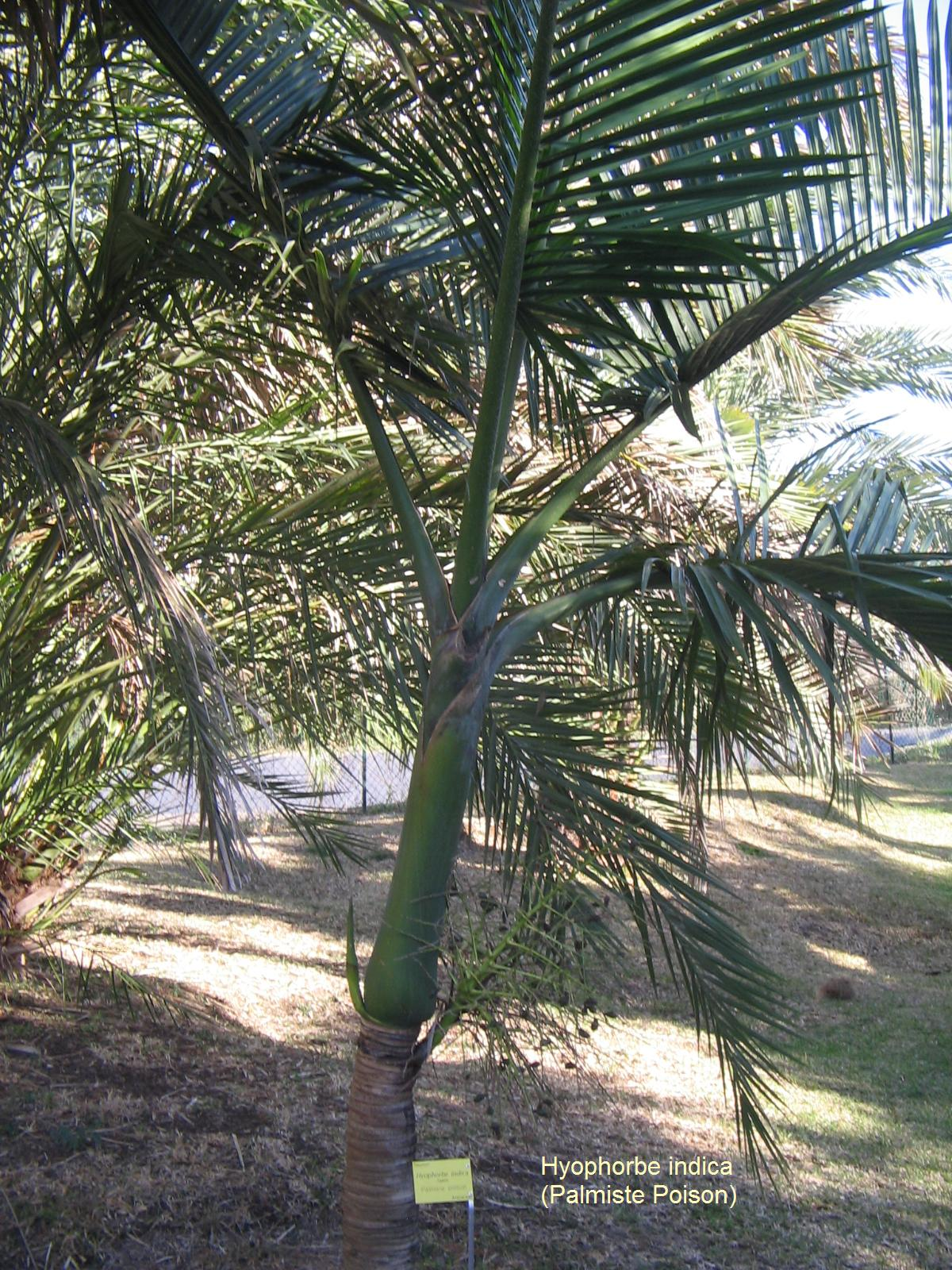
Vista de la planta

## Descripción
La palmera alcanza una altura de unos 10 metros y tiene un tronco de color gris, relativamente delgado, que alcanza  alrededor de 13 cm de diámetro. Las hojas en estado adulto son de 50-60 cm de largo, de color verde brillante y con forma de abanico. Tiene la corona de mayor diámetro de todas las especies de Hyophorbe. A diferencia de la palma de botella y la palma del huso, que prácticamente no tienen pecíolos,  los pecíolos de Hyophorbe indica tienen  15-30 cm, y son relativamente largos.

## Taxonomía
Hyophorbe indica fue descrita por Joseph Gaertner y publicado en De Fructibus et Seminibus Plantarum. . . . 2: 186, t. 120. 1791.
Etimología
Hyophorbe: nombre genérico que deriva de las palabras griegas: Hys, hyos = "cerdo" y phorbe = "alimentos", en referencia a la última utilización de los frutos como alimento de cerdos.
indica: epíteto geográfico que alude a su localización en el Océano Índico.
Sinonimia
- Areca lutescens Bory, Voy. îles Afrique 2: 296 (1804).
- Hyophorbe commersoniana Mart., Hist. Nat. Palm. 3: 164 (1838).
- Sublimia vilicaulis Comm. ex Mart., Hist. Nat. Palm. 3: 164 (1838), nom. inval.
- Hyophorbe lutescens (Bory) Jum., Cat. Pl. Madag., Palm.: 9 (1933), pro syn.[4]